# Theone
Theone là một chi bọ cánh cứng trong họ Chrysomelidae.
Chi này được miêu tả khoa học năm 1857 bởi Gistel.

## Các loài
Các loài trong chi này gồm:
- Theone afghanistanica Mandl, 1968
- Theone costipennis Kirsch, 1880
- Theone filicornis (Jakob, 1957)
- Theone margelanica (Kraatz, 1882)
- Theone octocostata (Weise, 1912)
- Theone ornata (Jakob, 1957)
- Theone silphoides (Dalman, 1823)
- Theone silphoides Dalman, 1823